# Cheval à vapeur de Brunton
Le Cheval à vapeur (Steam horse en anglais) ou Voyageur mécanique de William Brunton (1777 – 1851) est un des premiers prototypes de locomotive à vapeur. Construit à l'initiative de la Butterley Company de Derbyshire, en Angleterre, pour leurs chaulières de Crich, il chercha à résoudre le problème de l'adhérence sur une voie ferrée présentant des rampes de 2 %, non pas par une voie à crémaillère comme la Salamanca de 1812 mais par la marche. 
Cette locomotive dispose de deux jambes mécaniques terminées par des semelles prenant appui sur les rails à l'arrière de la machine et qui la poussent à près de 5 km/h. L'une des jambes est poussée par le piston et l'autre lui est couplée par une roue crantée implantée sur le dessus de la chaudière.
William Brunton protège son idée par le brevet 3 700, déposé pour le compte de la Butterley Iron Works (en) le 22 mai 1813. Il y évoque « une méthode et une machine pour la propulsion ou la traction de convois sur des routes ou des chemins de fer, mais aussi des bateaux, barges ou navires, sur des canaux ou naviguant, par le moyen de certains leviers ou jambes, agissant alternativement ou conjointement sur ces routes, chemins de fer, canaux ou plan d'eau, ou sur une machinerie associée »,.
La construction du premier prototype est entreprise en 1813. Celui-ci est utilisé sur la Butterley Gangroad (en) pendant deux ans, jusqu'en 1815.
La même année, Puffing Billy valide le principe d'adhérence de la roue en fer sur le rail métallique, pour des voies de faible déclivité, montrant ainsi que la masse de la locomotive est un critère essentiel de sa capacité à fournir une certaine puissance au crochet, même si cela implique la construction de voie capables de résister au passage de véhicules de plusieurs dizaines de tonnes.
Un deuxième prototype plus puissant est construit en 1814 pour les houillères de Newbottle (en), dans le comté de Durham. La construction de l'engin coûte 540 £. Il est capable de tracter des charges à 4 km/h sur des rampes de 1/36 (soit 3 %). La chaudière est remplacée en juillet 1815 mais, le 31 juillet 1815, elle explose pendant les tests. L'accident, qui provoque la mort de 14 personnes et en blesse gravement d'autres (cinq sont tuées sur le coup, neuf décèdent des suites de leurs blessures et 43 sont plus ou moins grièvement blessées), est la première catastrophe ferroviaire enregistrée. Il s'avère que le chauffeur avait trafiqué la soupape de sécurité pour accélérer la machine. Bien que ce constat ne mette pas Brunton en cause, l'événement met un terme à cette approche technologique. Celle-ci relevait de toute façon de l'impasse, puisqu'il était impossible à la machine de fournir des vitesses élevées, et que la puissance au crochet serait bientôt égalée par les machines à simple adhérence.